# Alfons Stier
Alfons Stier (* 13. Juni 1877 in Würzburg; † 26. April 1952 in Zellingen) war ein deutscher Komponist, Musikredakteur und Lehrer.

## Leben
Nach Beendigung seines Studiums in den Naturwissenschaften war er Lehrer für Biologie und Chemie in Landshut, Nürnberg und Würzburg. In Nürnberg hatte er ab 1914 die 1. Organistenstelle an St. Elisabeth inne. In Würzburg arbeitete er seit 1931 eng mit dem Domchor zusammen. Zum 1. Mai 1933 trat er der NSDAP bei. 1945 wurde seine Wohnung in Würzburg durch den Bombenangriff am 16. März vernichtet. Die wichtigsten Partituren konnte er nach eigenen Angaben retten.
Sein kompositorisches Werk umfasst neben Orchester- und Chorwerken auch Oratorien und Lieder. Als Musikkritiker und Musikautor war er ebenfalls in Würzburg und überregional tätig. Er schrieb u. a. für den Würzburger Generalanzeiger und arbeitete an Festschriften 1931 und 1933 der Wagnerfestspiele in Bayreuth mit.

## Werke
Kompositionen
- Sakralmusik
  - Trilogie St. Michael
  - Messen
- Vokalmusik
  - Lieder
  - Oratorium „Mysterium Vitae“
- Werke für Sinfonieorchester

Schriften
- Zur Kenntnis der Verteilung der Spaltöffnungen bei Würzburger Muschelkalkpflanzen, Würzburg 1904